# Insaniquarium
Insaniquarium est un jeu vidéo de puzzle développé par Flying Bear Entertainment et édité par PopCap Games, sorti en 2002 sur Navigateur, Windows, Windows Mobile et Palm OS.

## Système de jeu
Le joueur doit gérer des poissons dans un aquarium. L'aquarium est attaqué par des extraterrestres de manière régulière. Le joueur se défend donc en utilisant un pistolet laser.